# 山本譲司
山本 譲司（やまもと じょうじ、1962年9月20日 - ）は、日本の政治家、ジャーナリスト、訪問介護員。衆議院議員（2期）、東京都議会議員（2期）を歴任した。
現在は社会活動家として、更生保護法人「同歩会」の理事、出所者支援機構「生活再建相談センター」の運営委員、「東京都更生保護就労支援事業者機構」の理事。

## 来歴
北海道生まれ、佐賀県育ち。佐賀県立三養基高等学校を経て、早稲田大学教育学部卒業（ゼミは政治学を専攻、指導教授は萩野浩基、同ゼミ生に辻元清美）。
社会民主連合代表の菅直人の新聞公募秘書を経て、1989年東京都議会議員選挙に立川市選挙区から「菅直人の秘書」を看板に立候補し初当選。2期務める。その後、1996年10月、小選挙区制導入後初の衆議院総選挙に中選挙区時代の菅の地盤を引き継ぐ形で東京21区より出馬、初当選。2000年6月に再選。選挙運動中に名前の読みが同じ歌手の山本譲二と共演するなど話題を振り撒いていた。
再選前の2000年5月から政策秘書給与の流用疑惑が報じられる。これを受け入れ、自身の二つの政治団体の政治資金収支報告書に政策秘書から計900万円の寄付を受けたように虚偽訂正をするなどして隠蔽工作を行った。同年9月に詐欺容疑で東京地検特捜部に逮捕され、衆議院議員を辞職。政策秘書給与を詐取した詐欺罪および政策秘書からの寄付を装う虚偽記載の政治資金規正法違反で起訴された。
2001年2月に懲役1年6か月の実刑判決を受け、控訴を取り下げ栃木県黒羽刑務所に服役する。民主党初の除名処分者となる。刑務所では触法障害者の世話をしていた。出所後は訪問介護員2級の資格を取得し、訪問介護員として活動開始。
また、PFI刑務所「播磨社会復帰促進センター」や「島根あさひ社会復帰促進センター」の計画立案・運営に携わったり、厚生労働省「罪を犯した障がい者の地域生活支援に関する研究」の研究員、日本社会福祉士会「リーガル・ソーシャルワーク研究委員会」の委員、そして「法務総合研究所」「人事院・公務員研修所」「矯正研修所」などの講師を歴任した。
2004年8月に書き下ろした『獄窓記』が新潮ドキュメント賞を受賞し、2005年4月に『水曜プレミア』（TBSテレビ）にてドラマ化された。
2022年時点では、ホームヘルパーとして介護福祉に携わるかたわら、先述のようにジャーナリストとしてルポを『新潮45』などに発表。各地を回り講演活動もしている。
2025年6月16日に、同年7月の第27回参議院議員通常選挙にれいわ新選組の候補者として東京都選挙区から立候補することが発表された。同年7月20日の投開票の結果、13位で落選。

## 著作

### 単著
- 獄窓記（2003年、ポプラ社 / 2008年、新潮文庫）
- 続 獄窓記（2008年、ポプラ社）
- 累犯障害者（2006年、新潮社 / 2009年、新潮文庫）
- 覚醒（上・下）（2012年、光文社）
- エンディングノート（2018年、光文社）
- 刑務所しか居場所がない人たち : 学校では教えてくれない、障害と犯罪の話（2018年、大月書店）
- 螺旋階段（2014年、光文社 / 2019年、光文社文庫）

### 共著
- 塀の中から見た人生（2004年、カナリア書房） - 安部譲二との対談集

## 出演
- ムーブ!（朝日放送）
- デモクラシータイムス（YouTube）